# Cloud Kingdoms
Cloud Kingdoms è un videogioco rompicapo d'azione pubblicato nel 1990 per Amiga, Atari ST, Commodore 64 e MS-DOS dalla Millennium Interactive di Islington, etichetta della Logotron. Si controlla un personaggio palla che rotola e salta sopra scenari bidimensionali intricati.
Le meccaniche sono simili a quelle di Quedex, un successo di pochi anni prima.
Per Commodore 16 (espanso a 64k) fu realizzata una conversione non ufficiale e non commerciale nel 1992.

## Modalità di gioco
Il gioco si svolge su grandi aree rettangolari, mostrate dall'alto con scorrimento multidirezionale. Il giocatore controlla Terry, una palla verde (su Commodore 64 si può cambiare il colore) dotata di due occhi arrabbiati. Terry può rotolare in tutte le direzioni, muovendosi con un po' di inerzia, e saltare. I salti terminano con alcuni piccoli rimbalzi e posso essere direzionati anche durante il volo.
Lo scopo è raccogliere tutti i cristalli sparsi per lo scenario, che dev'essere esplorato per trovarli. Il numero di cristalli rimasti è indicato a video.
Gli scenari hanno spesso delle pareti interne, che fanno rimbalzare la palla e non si possono oltrepassare con il salto normale.
Il pavimento può avere delle interruzioni, da singoli buchi a grandi spazi vuoti, sotto i quali si vede uno sfondo di cielo nero (stellato su C64 e DOS, nuvoloso su Amiga e ST); bisogna evitare di precipitare giù, e solo i buchi piccoli si possono superare saltando.
Il pavimento può essere occupato da mattonelle speciali con vari effetti che complicano gli spostamenti, come respingenti, superfici scivolose e trappole che cadono al passaggio.
In molte zone si aggirano dei nemici, che hanno l'aspetto di insetti su Commodore 64 e di palle 8 del biliardo sugli altri computer. I nemici vagano sul pavimento secondo schemi di movimento predefiniti, sottraggono a Terry energia vitale (indicata da una barra) se lo toccano, e possono essere saltati. Alcuni scenari hanno pozze acide che hanno lo stesso effetto di ridurre l'energia.
Si possono raccogliere diversi power-up, tra cui ricariche di energia e di tempo e potenziamenti temporanei: invulnerabilità ai nemici, volo al di sopra di tutti gli ostacoli, capacità di attraversare gli spazi vuoti creando nuovo pavimento fisso sotto di sé.
Le chiavi sono l'unico oggetto cumulabile, il cui numero posseduto è mostrato a video; ogni chiave serve ad aprire qualsiasi porta e si consuma con l'uso.
In ogni scenario c'è un limite di tempo indicato da un contatore. La partita termina con la sconfitta solo quando si esaurisce il tempo. Quando Terry "muore" perché cade in un precipizio o perché esaurisce l'energia, riprende dal punto di partenza con una penalità sul tempo. È possibile anche fare questo azzeramento volontariamente se Terry dovesse rimanere bloccato.
Ci sono 32 livelli (più in alcune versioni uno bonus, raggiungibile grazie a un power-up), tranne nella versione Commodore 64 dove sono soltanto 15. I livelli sono identificati da nomi di "regni" e hanno conformazioni molto variabili e temi grafici diversi. Ciascuno va affrontato con tecniche molto differenti.
I livelli non hanno un ordine prestabilito: ogni volta si può scegliere tra quattro regni confinanti nelle quattro direzioni. Si può anche tornare verso i regni già completati (senza doverli rigiocare) per prendere altre strade.

## Accoglienza
Cloud Kingdoms in media venne accolto bene dalla stampa di settore dell'epoca, soprattutto nella versione Commodore 64, che nei casi più entusiasti ricevette un titolo di "gioco caldo" da Zzap! e uno di "YC Fun 1" da Your Commodore.